# Affaire Estelle Mouzin
Le texte peut changer fréquemment, n’est peut-être pas à jour et peut manquer de recul. 
Le titre et la description de l'acte concerné reposent sur la qualification juridique retenue lors de la rédaction de l'article et peuvent évoluer en même temps que celle-ci.
L'affaire Estelle Mouzin est une affaire criminelle française ayant commencé le 9 janvier 2003 avec la disparition à Guermantes en Seine-et-Marne d'Estelle Mouzin, fillette alors âgée de 9 ans, qui revenait de l'école.
Pendant quinze ans, aucune piste sérieuse permettant d'élucider sa disparition n'est découverte. Elle fait l'objet d'une notice jaune (disparition)sur Interpol. Depuis 2018, l'enquête s'est focalisée sur Michel Fourniret, tueur en série, déjà condamné à la perpétuité dans d'autres affaires, mort en mai 2021, et sur sa compagne, Monique Olivier. Fin 2023, cette dernière est condamnée à la réclusion criminelle à perpétuité pour sa participation à trois meurtres, dont celui d'Estelle Mouzin dont le corps n'a pas été retrouvé.

## Faits et enquête
Le 9 janvier 2003, Estelle Mouzin, fillette née le 29 juin 1993, disparaît sur le chemin du retour de l'école de Guermantes, alors qu'elle rejoignait le domicile de sa mère Suzanne, en instance de divorce avec son père Éric Mouzin qui vit à une soixantaine de kilomètres, au Vésinet, en compagnie de leur fils aîné, Arthur. Sa mère, de retour de son travail, signale sa disparition au commissariat local de Lagny-sur-Marne à 19 h 30.
Les policiers pensent initialement à une fugue et se mettent à sa recherche. Le lendemain, le parquet de Meaux ouvre une information judiciaire pour enlèvement et séquestration d'une mineure de moins de quinze ans, et charge le SRPJ de Versailles de l'enquête. Les plongeurs sondent en vain tous les plans d'eau de la région. Estelle a été vue pour la dernière fois par une passante vers 18 h 15 devant la boulangerie, à 750 m de son domicile. L'enquête dirigée par le commissaire de la PJ de Versailles, Jean-Marc Bloch, emploie des moyens sans précédent, comme la perquisition des 350 maisons de la commune le 14 janvier, ce qui mobilise 170 policiers, 300 gendarmes et CRS pour bloquer toutes les entrées et sorties de la ville. L'affaire connaît une importante couverture médiatique en France.
Une première piste sérieuse apparaît le 12 janvier 2003. Vers 8 h 40, un homme laisse un message sur le répondeur de l'école de Conches, où était scolarisée Estelle, message enregistré simultanément sur le répondeur de sa mère. Il déclare qu'il est le ravisseur d'Estelle Mouzin (« Nous l'avons enlevée »), qu'elle est vivante et que lui et son ou ses complices vont la remettre dans le TGV pour Paris. La police remonte l'appel, qui a été émis depuis une cabine téléphonique à Avignon. L'équipe du commissaire Bloch fouille tous les trains Avignon / Paris, en vain. Le 7 février 2003, après un long travail d'enquête, l'homme est interpellé à Cavaillon (Vaucluse). Qualifié de « dangereux mythomane » par le commissaire Bloch, l'individu écope de deux ans de prison ferme.[réf. à confirmer]
Un an après la disparition, une marche silencieuse est organisée par les parents et la classe d'école d'Estelle Mouzin, à Guermantes. Elle rassemble 1 200 personnes, dont les artistes Charlélie Couture et Michel Delpech.

### Hypothèse Fourniret
En juillet 2003, les policiers se lancent sur la piste du tueur en série Michel Fourniret, arrêté en juin 2003 en Belgique. Cependant, après avoir considéré l'hypothèse, les enquêteurs l'écartent en raison d'un alibi : un appel téléphonique à son fils que le suspect aurait passé à son domicile au moment même de la disparition. De son côté, sa complice et épouse d'alors, Monique Olivier, affirme que Fourniret a dit en riant que ce n'était pas lui, en voyant à la télévision une émission l'accusant de la disparition d'Estelle. Des psychiatres estiment que la fillette est trop jeune selon les « critères » de Fourniret, tandis que Monique Olivier estime qu'elle pourrait correspondre. Deux semaines avant la disparition d'Estelle, une fille du même âge a subi une tentative d'enlèvement par un homme en camionnette blanche dont elle a pu faire un portrait-robot. À la suite de l'hypothèse accusant Fourniret, une photo de celui-ci lui est présenté et elle ne le reconnaît pas. Lors de la reconstitution d'une autre affaire, en emmenant la police à un endroit où il a enterré une jeune fille, Michel Fourniret décrit ses vêtements qui sont très proches de ceux qu'Estelle Mouzin portait le jour de sa disparition. 
En dépit de l'alibi et des dénégations du suspect, l'hypothèse de la responsabilité de Michel Fourniret dans la disparition est de nouveau prise en considération par le procureur de Charleville-Mézières en 2006, après la découverte d'un enregistrement télévisé consacré à l'affaire et de photographies de la fillette à son domicile et dans son ordinateur,,.
Le 21 mai 2010, l'avocat des parents d'Estelle Mouzin demande à la justice d'expertiser trois scellés provenant du dossier Fourniret. Ils concernent des morceaux de lacets blancs et de gants noirs, fournis par les autorités belges après l'arrestation de Michel Fourniret. La petite Estelle possédait des bottes blanches à lacets. Des gants noirs sont aussi mentionnés sur l'avis de recherche de la fillette.

### Autres pistes

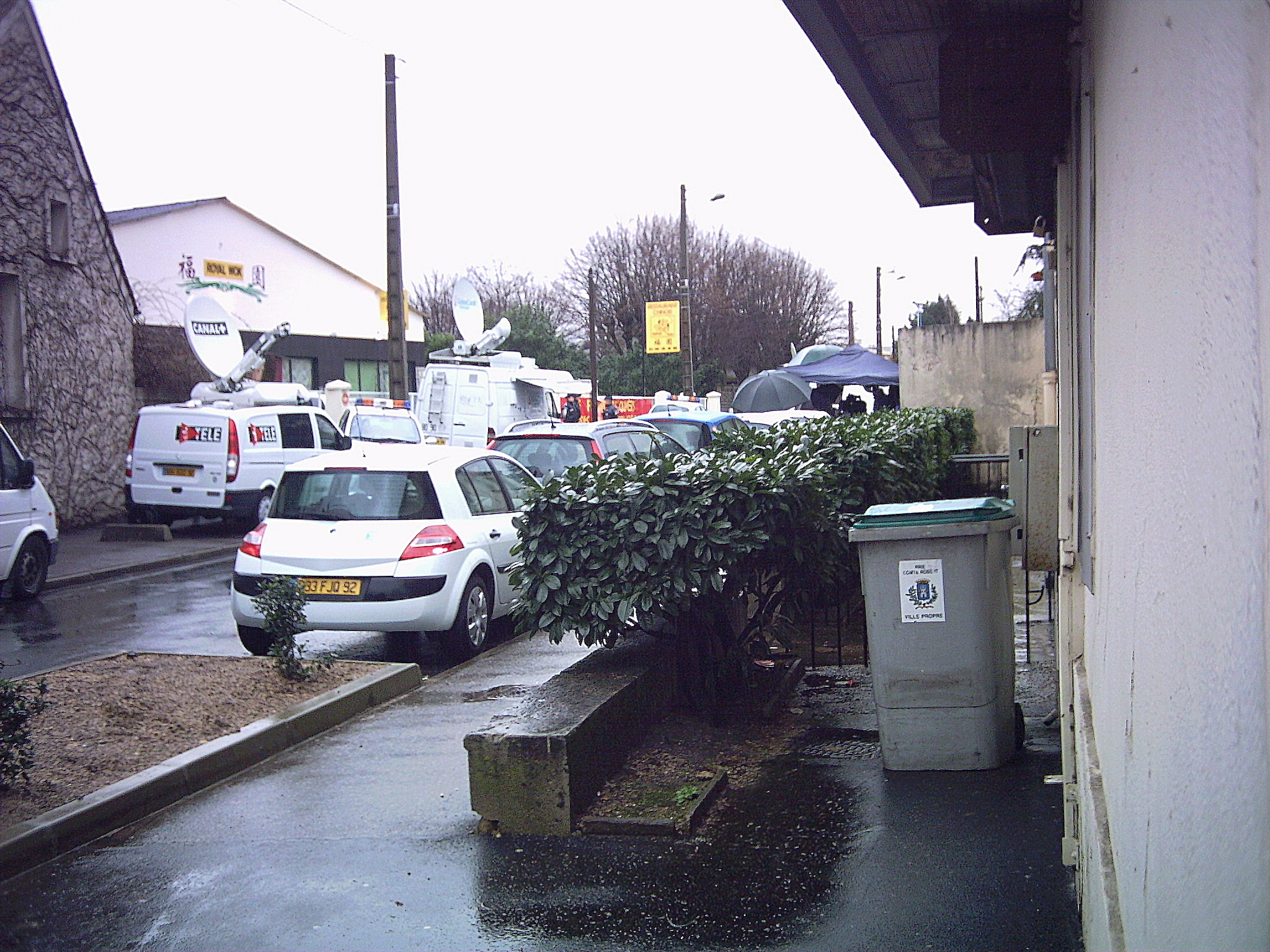
Brie-Comte-Robert, le 1 février 2008, recherche de la petite fille, de nombreuses chaînes de télévision et de radios sont présentes.

Le 31 janvier 2008, une perquisition a lieu dans le restaurant chinois Royal Wok de la ville de Brie-Comte-Robert située à 25 km de Guermantes. Sur la base d'un témoignage d'un des employés du Royal Wok, repris par le journaliste indépendant Mohamed Sifaoui, des ouvriers auraient découvert en juillet 2007 le squelette d'une jeune fille, alors qu’ils effectuaient des travaux, et s’en seraient débarrassés en le coulant dans une dalle de béton, sans doute parce qu’ils ne travaillaient pas légalement. Le sol du restaurant est cassé au marteau-piqueur et à la pelleteuse. Des ossements sont découverts, mais l’analyse médicolégale réalisée en urgence révèle qu'il s'agit de ceux de chien et de mouton. Les gérants du restaurant partiellement détruit obtiennent du ministère de la Justice une indemnisation de 301 170 €.
En janvier 2009, les policiers enquêtent sur une photographie mise en ligne sur un site internet pédocriminel créé en Estonie et hébergé aux États-Unis et qui présenterait des similitudes avec Estelle, qui aurait à cette date 15 ans. L'enquête montre qu'il ne s'agit pas d'Estelle, principalement parce qu'il s'agit d'une photo ancienne qui ne correspond pas à l'âge de la jeune fille disparue.
En janvier 2010, la justice lance un nouvel appel à témoins en diffusant un portrait vieilli d'Estelle Mouzin.
Le 9 novembre 2011, un détenu de la prison parisienne de la Santé est placé en garde à vue dans les locaux de la police judiciaire de Versailles. Âgé d'une soixantaine d'années et incarcéré depuis 2006 pour agressions sexuelles intrafamiliales, il a été dénoncé par un codétenu et aurait des points d'attache en Seine-et-Marne, le département où habitait Estelle Mouzin. Il est finalement innocenté.
La disparition de Florence Bloise, 38 ans, à Magny-les-Hameaux, le 1er février 2003, trois semaines après celle d'Estelle Mouzin, soulève en 2012 une autre piste car Suzanne Mouzin et la famille Bloise ont accueilli à la même époque des pèlerins polonais venus assister à une assemblée organisée à Paris par la communauté de Taizé.
Une valise est retrouvée fin janvier 2012 dans un hôtel de Besançon contenant des coupures de presse sur l'affaire Estelle Mouzin, ainsi que des notes sur l'enquête. Le propriétaire de cette valise est un homme de 20 ans qui n'est pas suspecté, car il avait 11 ans lors de la disparition d'Estelle Mouzin.
En janvier 2014, un ancien agent de voirie de Bussy-Saint-Georges, commune limitrophe de Guermantes, donne un nouveau témoignage après avoir vu une émission consacrée à l'affaire, et évoque le comportement troublant d'un ancien collègue de travail décédé depuis le 24 septembre 2009, aperçu à l'époque des faits rôdant près d'une benne à ordures alors qu'il n'avait rien à y faire.
En avril 2015, à la suite de l'enlèvement de Berenyss par Éric Fauchart, les parents d'Estelle annoncent qu'ils vont saisir le juge d’instruction de Meaux afin qu’il ordonne aux enquêteurs de faire des vérifications et des comparaisons avec le dossier Estelle Mouzin.
Le 21 décembre 2017, après que le principal suspect dans l'affaire Maëlys, Nordahl Lelandais, est également devenu le principal suspect dans l'affaire du meurtre d'Arthur Noyer et suspecté d'être un tueur et pédocriminel multirécidiviste, la famille d'Estelle Mouzin demande son audition concernant l'affaire de la disparition de leur fille,. Cette piste est finalement écartée par les enquêteurs, l'intéressé se trouvant en Guyane, dans le cadre de ses obligations militaires, au moment des faits.

### Retour de l'hypothèse Fourniret
Le 9 janvier 2018, Éric Mouzin, le père d'Estelle, annonce avoir décidé d’« attaquer l'État pour faute lourde » dans ce dossier non résolu qui a mobilisé sept juges. Les avocats de la famille Mouzin rappellent ce qu'ils identifient comme des manquements commis lors de l'enquête : des pistes trop hâtivement fermées, la mise à l'écart de profils suspects, jamais entendus, la destruction de mégots de cigarette et d'un sac de viennoiseries trouvés derrière la maison d'Estelle Mouzin, jamais analysés, ou encore l'alibi donné par Michel Fourniret à la police, selon lequel le tueur en série aurait passé un appel à son fils depuis la Belgique pour lui souhaiter son anniversaire — alors que ce dernier ne se souvient pas d'un tel appel, qu'il ne communiquait presque plus avec son père, et qu'il pouvait s'agir d'un transfert d'appel. Les avocats pointent également la dispersion des équipes chargées de l'enquête à la Police judiciaire de Versailles,, leur manque de méthode et d'orientation, et l'incapacité, pour les enquêteurs, à se remettre en cause.
Le 13 janvier 2018, une centaine de personnes organisent une marche silencieuse à Guermantes en Seine-et-Marne pour la fillette disparue depuis quinze ans.
Début septembre 2018, des fouilles sont effectuées dans les Yvelines, au domicile de l'ex-épouse de Fourniret, sans résultat.
Début juin 2019, l’enquête sur la disparition d'Estelle Mouzin est relancée par des déclarations de Monique Olivier et de Michel Fourniret. Ce dernier affirme que la disparition de la fillette était « un sujet à creuser »,,,. Le 25 juillet 2019, le dossier Mouzin est transféré de Meaux à Paris. La juge parisienne Sabine Khéris prévoit d'auditionner Michel Fourniret et son ex-épouse,,,. Elle décide, le 9 octobre 2019, de se focaliser exclusivement sur la piste Fourniret,,,.
Monique Olivier est entendue par les enquêteurs le 21 novembre 2019. Dans un premier temps, elle confirme l'alibi de son ex-époux, puis se rétracte. Michel Fourniret est mis en examen le 27 novembre 2019 pour « enlèvement et séquestration suivis de mort » à la suite du témoignage de son ex-épouse,,,.
Le 23 janvier 2020, face à la juge Sabine Khéris, Fourniret assure que sa mémoire « fichait le camp », mais qu’il fallait le « considérer comme coupable » de la disparition d’Estelle Mouzin. « Je vous exhorte à me traiter comme coupable », lâche t-il. Pour vérifier si ses propos sont crédibles, la juge prévoit de réentendre Monique Olivier,,. Lors de son audition, le 24 janvier 2020, elle confirme que Fourniret aurait bel et bien tué Estelle,,. Elle confirme également à la juge d'instruction que c'est bien elle qui a téléphoné au domicile du fils de Michel Fourniret le 9 janvier 2003, jour de la disparition de la fillette, et que cette dernière présentait le profil recherché par son mari. Elle ajoute que Michel Fourniret aurait fait des repérages les jours précédant l'enlèvement, et qu'il serait rentré un soir en déclarant avoir repéré « un beau petit sujet ». Le 6 mars 2020, Michel Fourniret reconnaît le meurtre d'Estelle Mouzin au cours d’une audition de plusieurs jours devant la juge d’instruction Sabine Khéris,.
Le 21 août 2020, l'avocat de l'ex-épouse de Fourniret déclare que sa cliente, désormais mise en examen pour « complicité », affirme que son ex-mari avait kidnappé Estelle le 9 janvier 2003 et qu'il l'avait emmenée à Ville-sur-Lumes, dans les Ardennes, « pour la séquestrer » et « qu'il l'avait violée et étranglée ». Des traces d’ADN partielles d’Estelle Mouzin sont retrouvées sur un matelas de l’ancienne maison de la sœur de Fourniret.
Le 5 avril 2021, Didier Seban, l'un des avocats du père de la fillette, informe les médias que Monique Olivier a reconnu un rôle dans la séquestration d'Estelle Mouzin dans les Ardennes. « Elle n’était pas en Seine-et-Marne (département où l'enfant a été enlevée) mais était présente au moment où Estelle était dans les Ardennes, vivante, puis a orienté les enquêteurs vers un lieu qui va être fouillé dans les jours qui viennent », précise maître Seban. « Ce sont des déclarations qu’elle n’avait pas faites jusque-là et que Michel Fourniret n’avait pas faites non plus ». Les recherches entreprises à partir du 26 avril sur le territoire de la commune d'Issancourt-et-Rumel s'achèvent quatre jours plus tard sans avoir permis de retrouver le corps d'Estelle.
Le 10 octobre 2022, débute une nouvelle campagne de fouilles sur la commune d'Issancourt-et-Rumel où Michel Fourniret, entre-temps décédé, pourrait avoir enterré le corps d'Estelle Mouzin en 2003. Selon l'avocat du père de la fillette, « des moyens nouveaux et techniques » sont mis en œuvre.
Le corps d'Estelle Mouzin n'ayant pas été retrouvé, Monique Olivier comparaît le 28 novembre 2023 devant la Cour d'assises des Hauts-de-Seine pour sa complicité dans les meurtres de Marie-Angèle Domèce dont le corps n'a pas non plus été retrouvé, de Joanna Parish retrouvée dans l'Yonne et d'Estelle Mouzin. À l'issue de ce procès, Monique Olivier est condamnée le 19 décembre 2023 à la réclusion criminelle à perpétuité assortie d'une période de sûreté de vingt ans.

## Documentaires télévisés
- « Avis de recherche » en 2003 dans Envoyé spécial sur France 2.
- « La disparition d'Estelle Mouzin » en 2003-2004 dans Secrets d'actualité sur M6.
- « Estelle : entre enquête et oubli » en 2006 dans Complément d'enquête sur France 2.
- « Disparition d'Estelle : mystère à Guermantes » le 4 mars 2009 dans Enquêtes criminelles : le magazine des faits divers sur W9.
- « Estelle Mouzin : les mystères d'une disparition » le 31 mars 2010 dans 90' faits divers sur TMC.
- « Disparition d'Estelle : le combat d'une famille » (premier reportage) dans Suspect no 1 le 15 juin 2011 sur TMC.
- « Affaire Estelle Mouzin » le 6 janvier 2013 dans Non élucidé sur France 2.
- « Estelle Mouzin - l'enquête » dans Les Faits Karl Zéro le 9 février 2013 sur 13e Rue.
- « Estelle Mouzin : les nouvelles pistes » (deuxième reportage) dans Devoir d'enquête le 29 mai 2013 sur la Une (RTBF).
- Affaire Estelle Mouzin : 10 ans de mystère (premier reportage) dans Chroniques criminelles le 26 octobre 2013 sur NT1.
- « Le combat contre l'oubli : affaire Estelle Mouzin » le 22 mars 2018 dans Enlèvements sur C8.
- « Meurtre d'Estelle Mouzin : les aveux de Michel Fourniret » le 8 mars 2020 dans l'émission Sept à huit sur TF1.
- L'affaire Fourniret : dans la tête de Monique Olivier documentaire sur la plateforme Netflix, sortie le 3 mars 2023.
- « Affaire Estelle Mouzin, le combat d'un père », le 9 novembre 2024 dans Au bout de l'enquête, la fin du crime parfait ? sur France 2.

## Fictions
- « La Traque », téléfilm français, 2020[64].

## Documentaires radio
- En 2017, France Culture a consacré à l'affaire une série documentaire de 40 épisodes organisée en 8 chapitres, « Estelle, disparue »[65]. Cette série a été diffusée entre juillet et août 2017.
- En septembre 2020, France Inter a consacré un opus de l'émission Affaires sensibles à cette affaire[66].